# Nulla dies sine linea
La locuzione latina Nulla dies sine linea, tradotta letteralmente, significa nessun giorno senza una linea. (Plinio il Vecchio, Storia Nat., 35).
La frase è riferita al celebre pittore Apelle, che non lasciava passar giorno senza tratteggiare col pennello qualche linea.

Nel significato comune vuole sottolineare la necessità dell'esercizio quotidiano per raggiungere la perfezione e per progredire nel bene.